# 마야 눌키츠
마야 눌키츠(Maja Nurkich, 1985년 11월 10일 ~)는 보스니아의 가수이자 작곡가, 사진모델, 건축디자이너이다. 보스니아 헤르체고비나 사라예보에서 태어났다. 그녀가 태어나기 몇달전 아버지는 세상을 떠났다. 홀로 남은 어머니, 언니와 함께 힘든상황속에서도 항상 행복하게 자랐지만, 그녀의 마음속에는 아버지의 죽음이 남긴 공허함이 자리잡고 있었다. 음악은 이런 고통에서 그녀를 벗어나게 해준 친구였다.

## 생애

### 1985-1997: 유년기
어릴때부터 예술적인 탈렌트가 풍부했던 그녀는 3세때 이미 노래하는 모습이 셀프비디오로 담길 정도로 카메라 앞에서 일찍이 재능을 보였다. 1992년 보스니아 전쟁이 시작될 무렵 걸그룹 ‘Sweet Kiss’의 리드보컬로 각종 무대에 서기 시작했으며 어린 나이에 사라예보 국립극장 단원으로 발탁되 노래와 연기, 춤 등 본격적으로 예술수업을 받게되는데, 이 때의 경험은 현재 모델과 가수 활동에 많은 도움이 되었다. 하지만 이 무렵 내전이 장기화되면서 국립극장의 운영은 중단되며, 그녀의 꿈은 잠시 뒤로 미루어진다. 하지만 그것도 잠시, 계속 다양한 음악공연을 해나갔으며 여러 극장에서 콘서트를 갖기도 했다. 당시 TV와 라디오를 통해 대중들에게 조금씩 알려지기 시작하면서 이후 뮤지컬 ‘ 그리스’ 및 여러 클래시컬 공연의 유럽순회공연에 참여하였고 동시에 자국의 각종 콘테스트에도 등장하며 자신의 모습을 대중들에게 각인시켜왔다. 이러한 여러 무대 경험은 더 큰 무대를 위한 시작에 불과했다.

### 1998-2008: 청소년기와 음악
클래시컬 음악으로 자국의 무대위주로 활동하던 그녀는 사라예보국립대학교에서 건축과 음악을 전공하였다. 대학진학 후 더 큰 무대를 향해 나아가기로 결정, 건축과 음악 수업을 병행하며 자신만의 음악 세계를 구축하기 시작하며, 클럽 등 이런 저런 무대를 가리지 않고 노래할 수 있는 기회가 있는 곳이라면 어디든지 올라갔으며, 대중가수의 피쳐링을 통해 팝음악씬에 한걸음씩 다가가게된다.

### 2009-11: 본격적인 음악활동
2009년 졸업과 함께 유투브에 올린 커버송으로 그녀에게 생각보다 빠른 기회가 찾아왔다. 에이전트를 통해 LA와 마이애미, 부다페스트 등 해외로의 진출을 꿈꾸며 계약을 하게 되지만 갑자기 찾아온 기회는 아직 준비되지 않은 그녀에겐 힘든 과정의 연속이였다. 이런 과정속에서 고향에서 초심을갖고 고향에서 마음이 맞는 친구들과 함께 다시 준비를 해야겠다고 다짐하게 된다. [보스니아 헤르체코비나]로 다시 돌아온 그녀는 모델활동과 더불어서 본격적인 음악작업에 몰두하기 시작했다. 그간 지속적으로 만들어오던 자신의 음악을 완성을 위해 Studio Tempo 프로듀서 Almir Ajanovic와 손을 잡게되었고 국제 무대를 향해 본격적인 준비에 들어간다.

### 2012-13: 데뷔음반 출시
마야눌키츠(Maja Nurkich)의 데뷔는 싱글 Carry On을 2012년 10월 출시하면서 본격적으로 시작된다.  싱글 Carry on은 출시와 동시에 발칸반도를 들썩이게 했으며, 외모와 가창력에 작사,곡 능력까지 겸비한 그녀의 모습은 발칸의 젊은이들에게 희망과 도전을 주게된다. 또한 Carry On은 발매와 동시에 유럽 MTV Adria 뮤직비디오 TOP10에 진입하는 성과를 거두며 그해 파이널 리스트에 선정되기도 했다.
마야 눌키츠의 가수로서의 첫 해외 진출은 대한민국에서 이루어졌다. 2013년 4월 12일 그녀의 첫 데뷔싱글인 Carry on 싱글이 썸뮤직코리아(Some Music Korea)를 통해서 대한민국에 정식 출시되었다. 두 번째 싱글 'Na Na Na Oh'도 곧 출시 예정이다.

## 음반목록
싱글 음반
- Carry on Single (2013)
- Carry on Single (2012)

## 모델활동

### 사진 모델로서의 활약
- Fashion film, MODIKO with British Council, November 2011. Won the first place at the Moscars Al – Hurria film festival in Egypt[깨진 링크(과거 내용 찾기)]
- Eyewear show (glasses and sunglasses – Chanel, Persol, D&G, Dolce&Gabbana, Prada, Burberry, Tiffany, Oakley, Ray Ban), 2011.
- Cesare Pacciotti shoes, “MAGAZINE za tebe i tebe” cover, September 2011.
- Gracija magazine, august 2011.
- Comradettes, 2011. – clothing line of British Designer Eldina Begic
- Published in British magazines
- Magazine Azra, cover – April, 2011.
- Mtel commercial, Serbian telecom, April 2011.
- BH Telecom commercial, Telecom of Bosnia and Herzegovina, December 2010.
- Jewelry commercial (jewelry of old Bosnian Royal families), 2010.
- Photo book for the famous Bosnian photographer Almin Zrno (official photographer of Sarajevo Film Festival), 2010.
- VHC (Production, Consulting, Marketing company), 2010.
- Intermezzo magazine, 2010.
- Loreal show Sabic hairstylist, hair model 2010.
- LISCA bathing suits, “MAGAZINE” magazine, 2009.
- Little India, clothing editorial, summer 2009.
- Little India, clothing editorial, spring – summer, 2009.
- Little India, clothing editorial, autumn-winter, 2008.
- Little India, clothing editorial, spring-summer, 2008.
- Maxi magazine, 2008.
- World of fascination – BMW show, 2007.
- Nermina Varesanovic clothing line, Bosnian fashion designer, 2007.
- Eyewear show, 2007.
- INFO magazine, cover, December 2006.
- Photo book for the famous Bosnian photographer Almin Zrno (official photographer of Sarajevo Film Festival), 2006.
- Loreal show Sabic hairstylist, hair model 2006.
- DC Shoes, Sarajevo, 2005.
- Malagic furniture editorial, 2005.